# Palacio Jacques-Cœur
El palacio Jacques-Cœur (en francés: palais Jacques-Cœur) es un hôtel particulier medieval francés situado en Bourges, considerado por la elegancia de su arquitectura y la riqueza y variedad de su decoración, como uno de los edificios civiles del siglo XV más suntuosos  y una obra maestra de la arquitectura gótica flamígera. Esta edificación del siglo XV prefigura las hôtels particuliers [mansiones] que florecerán en el Renacimiento, y junto con el castillo de Montsoreau (1453) y el castillo de Châteaudun (1461), es uno de los primeros ejemplos de arquitectura de placer en Francia.
Este edificio nació de la voluntad del rico comerciante Jacques Cœur de construir una «grand’ maison» en su ciudad natal, pero el tesorero de Carlos VII no vivió en él nunca.
Este palacio ha sido objeto de una clasificación al título de los monumentos históricos de la lista de 1840. Propiedad del Estado desde 1923, es gestionado, animado y abierto al público por el centre des monuments nationaux.

## Historia

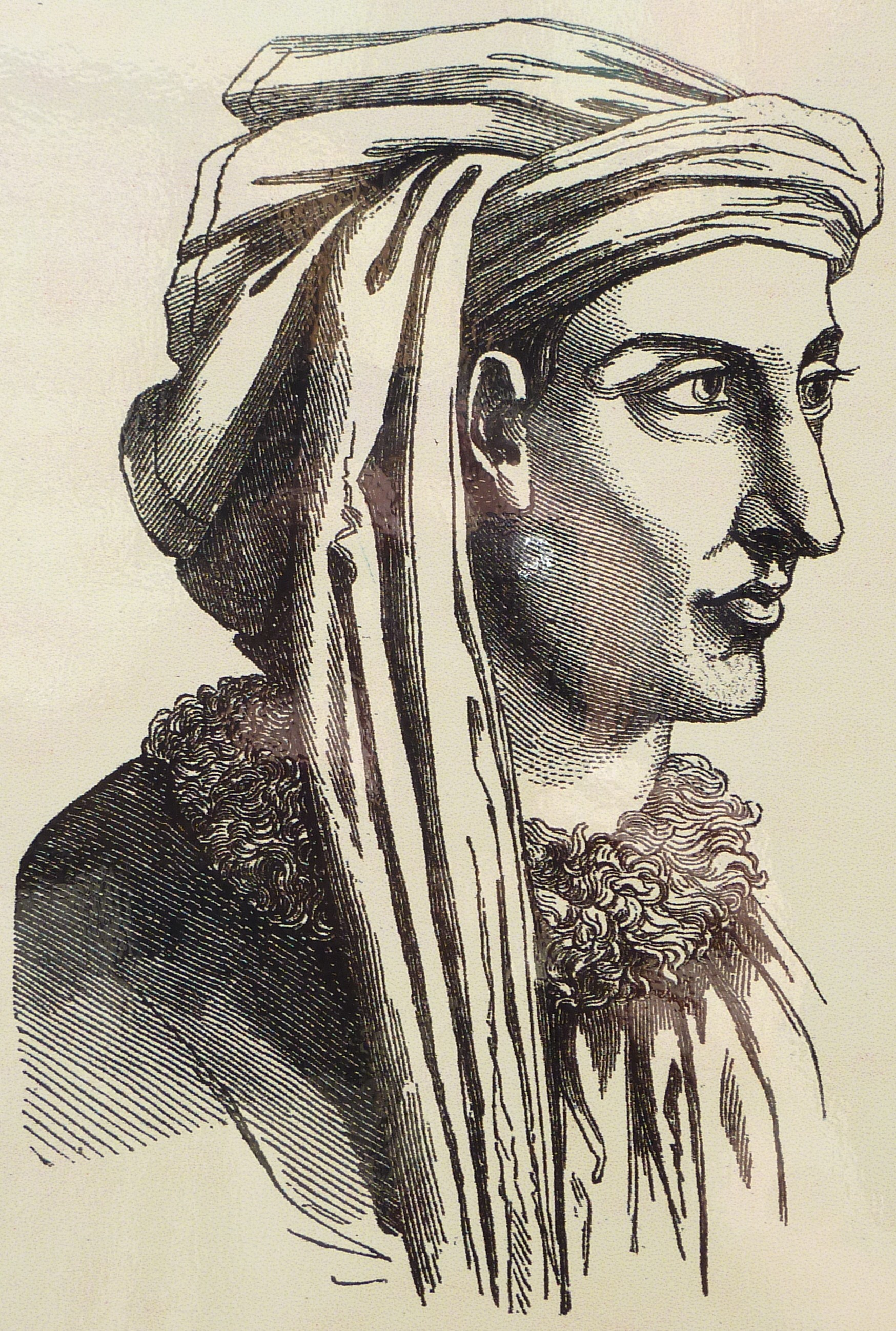
Retrato de Jacques Cœur

En 1443, Jacques Cœur compró por 1200 escudos de oro el feudo de la Chaussée, terreno de 5000 m2 que pertenecía a Jean Belin, canónigo de la Sainte-Chapelle de Bourges, y dos casas vecinas, que dominaban la ciudad a un centenar de metros.
La construcción del hotel de la Chaussée, que costó 100 000 escudos de oro, comenzó el mismo año y parece que se habría completado en 1453, cuando Jacques Cœur cayó en desgracia en 1451, encarcelado hasta 1454, antes de escapar y refugiarse en las islas griegas, donde murió en 1456. El palacio fue confiscado, con todo su mobiliario, por el rey Carlos VII, que estaba celoso, y por la corona.

### El palacio L'Aubespine
Al no encontrar un comprador, el rey finalmente se lo cedió en 1457 a los hijos de Jacques Cœur, Henri, Ravan y Geoffrey, antes de conocer suertes diversas. Fue vendido en 1501 por el hijo de Geoffrey a un notable local, Antoine Turpin, que lo revendió el mismo en 1552 a Claude de L'Aubespine, secretario de Estado de Finanzas.
El palacio experimentó luego durante más de cien años, la vida animada y brillante de los círculos del poder.

### El edificio administrativo
Adjuicado por decreto judicial al ministro Jean-Baptiste Colbert el 13 de mayo de 1679, este último nuevamente lo retrocedió a la municipalidad de Bourges el 30 de enero de 1682. Esta instala en él diversos servicios administrativos y judiciales.
La residencia fue muy poco modificada, aunque la revolución ocasionó la destrucción de varios bajorrelieves y en especial los de la estatua ecuestre de Carlos VII, que ocupaba el dosel de porche de entrada desde el principio.

### La lenta destrucción evitada

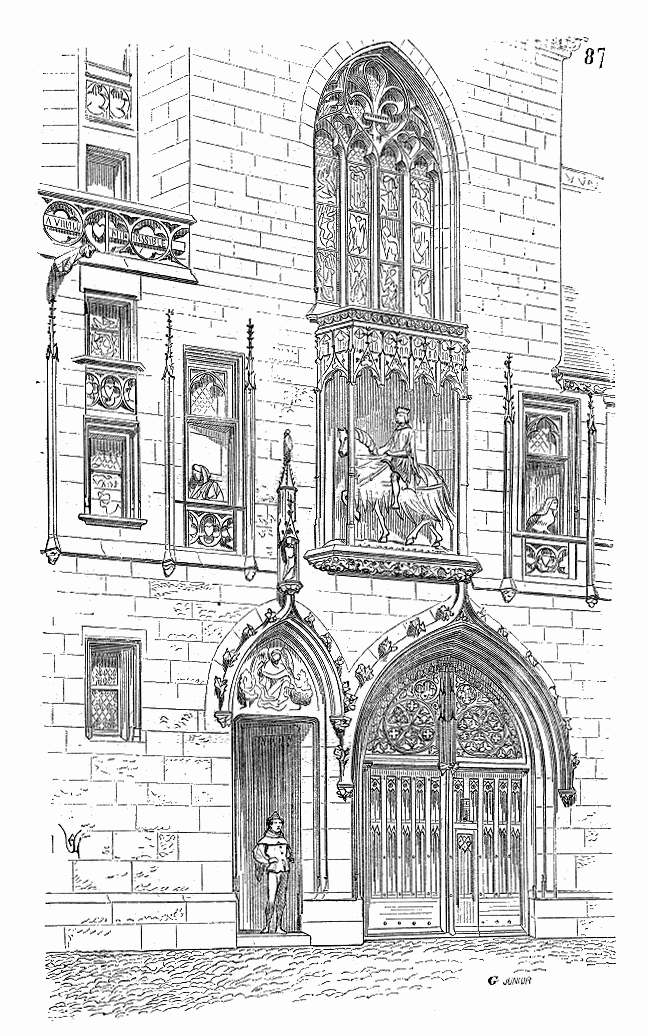
Portal dibujado por Eugène Viollet-le-Duc, 1856.

Fue la instalación de la Corte de apelación y del tribunal de primera instancia en 1820 lo que llevó a las destrucciones arquitectónicas más graves en el edificio: el interior fue remodelado dados los requisitos de espacio, sin ningún respeto por las decoraciones existentes: abertura de ventanas, partición de galerías, división de la capilla, destrucción de esculturas y de chimeneas, incluida la chimenea monumental durante la transformación de la sala de Festines en sala de audiencia de la Corte de apelación, etc.
El gran Prosper Mérimée lo denunció en 1837 y el edificio fue entonces clasificado como monumento histórico en 1840. En 1858, la ciudad decidió venderlo al estado y al departamento. Comenzó entonces una campaña de restauración parcial bajo la dirección del arquitecto de monumentos históricos Auguste Bailly, y después, Paul Boeswillwald, que continuaron hasta 1885. A pesar de una significativa remodelación de las fachadas y de una ambiciosa reconstrucción del interior, esta restauración no estuvo libre de errores, como la eliminación arbitraria de la cubierta cónica del donjon de la fachada oeste por el arquitecto Bœswillwald.

### Las restauraciones

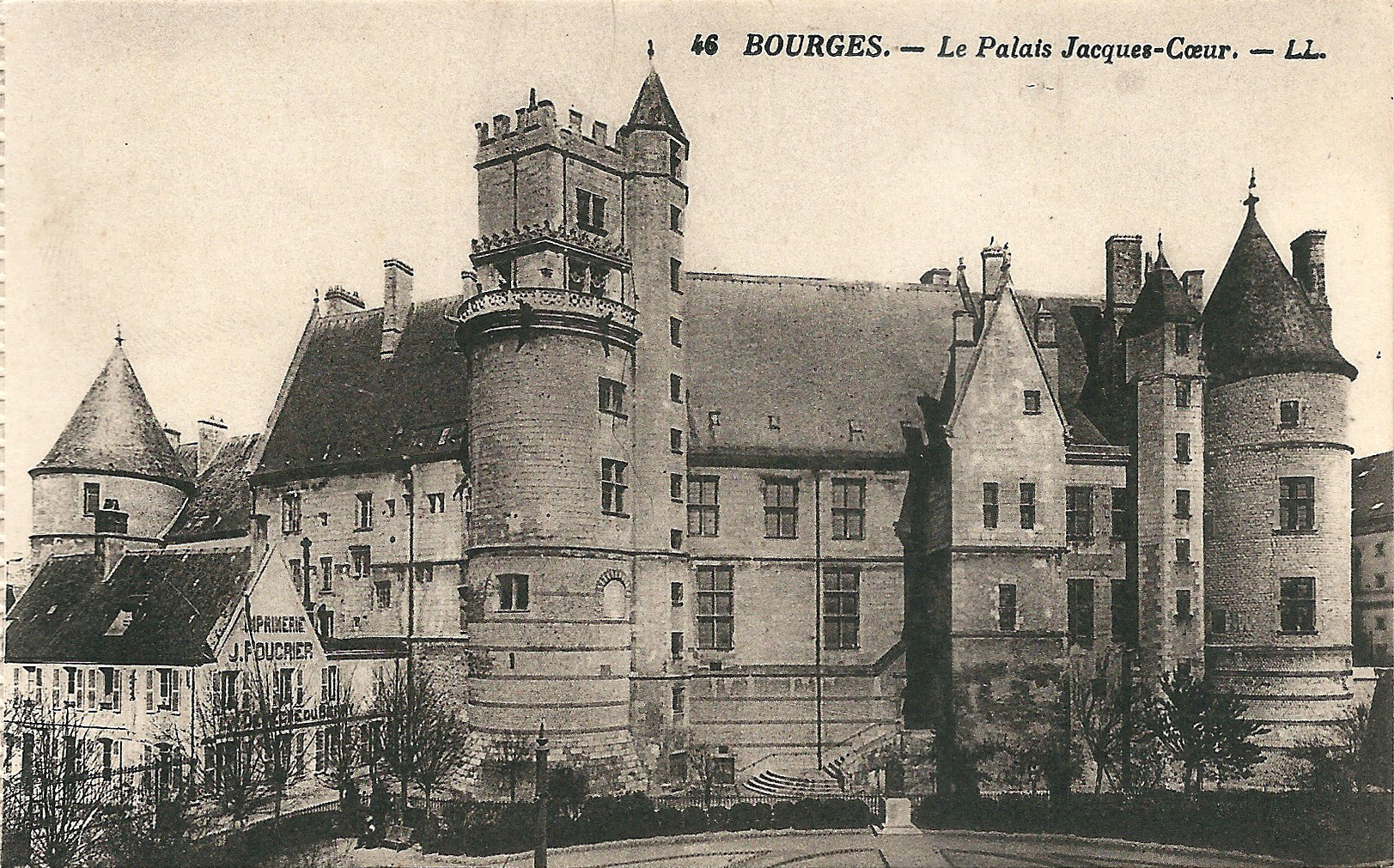
Postal anterior a 1922

En 1920, el departamento revendió a su vez al Estado la parte que le pertenecía, y el Tribunal de apelación y los tribunales abandonaron el edificio. El hôtel Jacques Cœur sigue teniendo la apelación de Palais en referencia a ese antiguo uso anterior.
El Estado adquirió formalmente la totalidad del edificio en 1923 y llevó a cabo una restauración basada en razones históricas sólidas en 1927-1937 bajo la dirección de los arquitectos Henri Huignard y Robert Gauchery. El estado actual de los edificios es el resultado directo de esa intervención.
En 1999 se llevó a cabo la limpieza de las fachadas. Todas las partes externas fueron restauradas en la década de 2010.

## Descripción

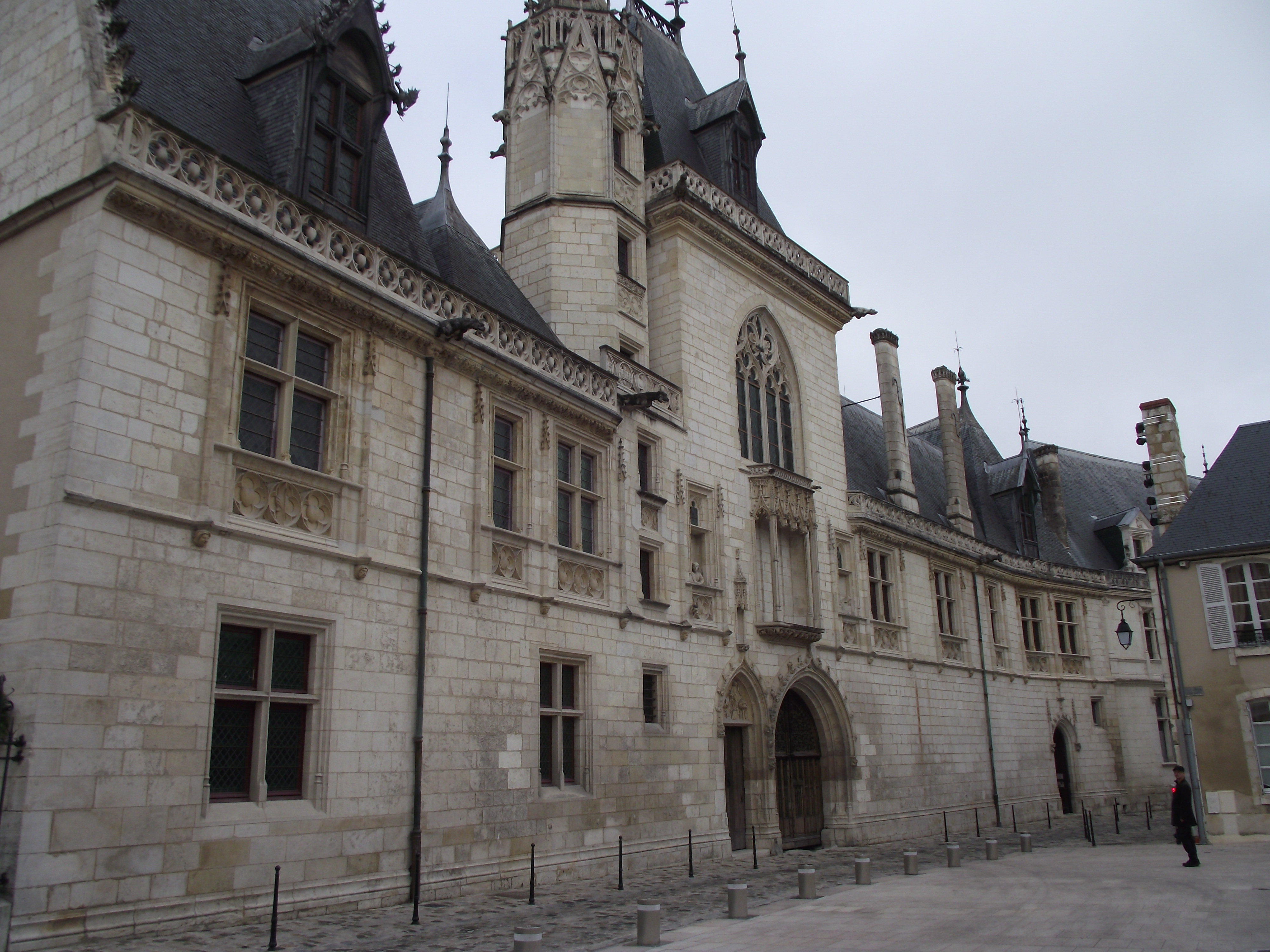
Vista de la fachada exterior

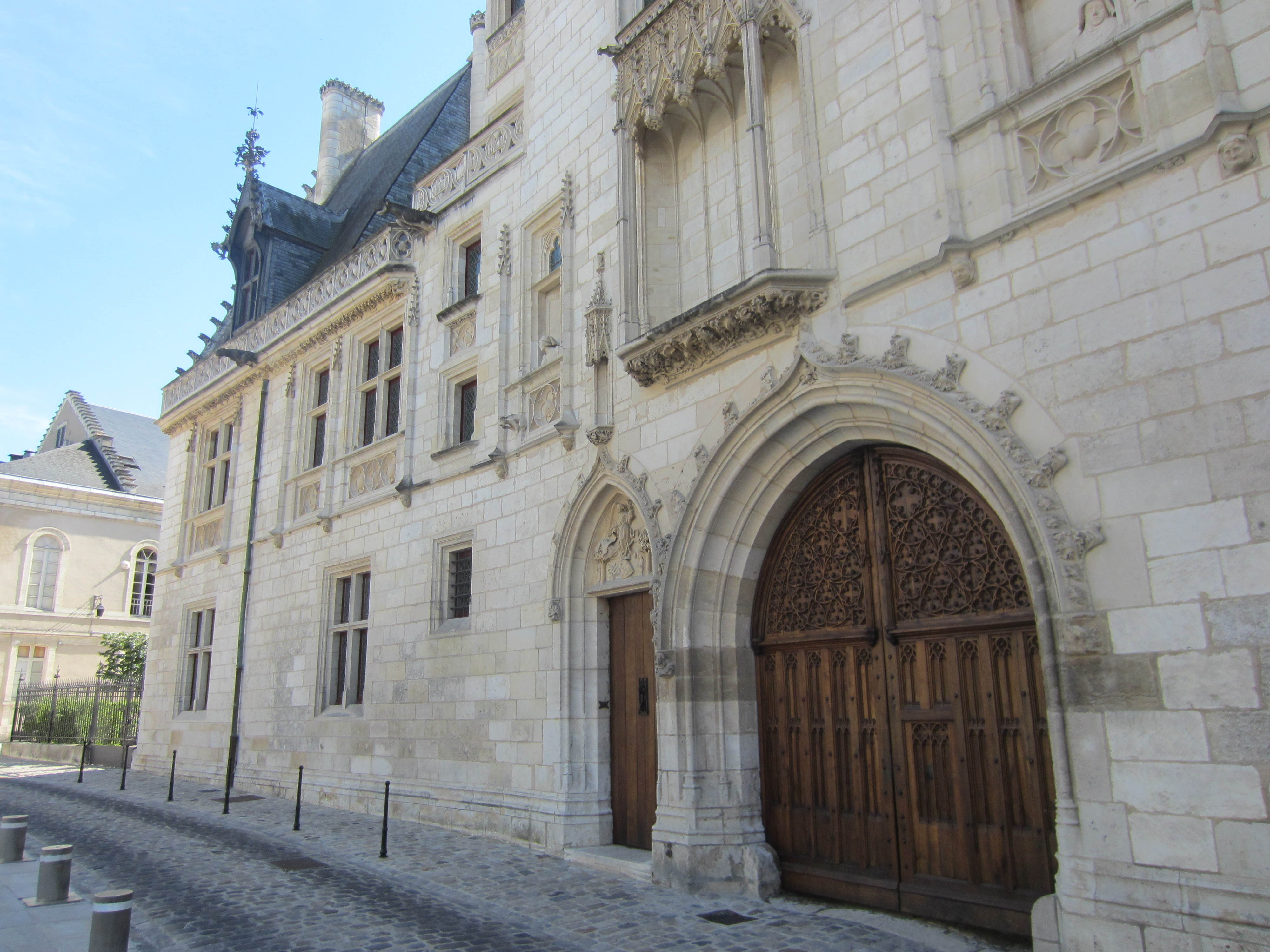
Fachada exterior con la doble puerta central, la entrada se hace hoy día por una puerta de servicio en la derecha.

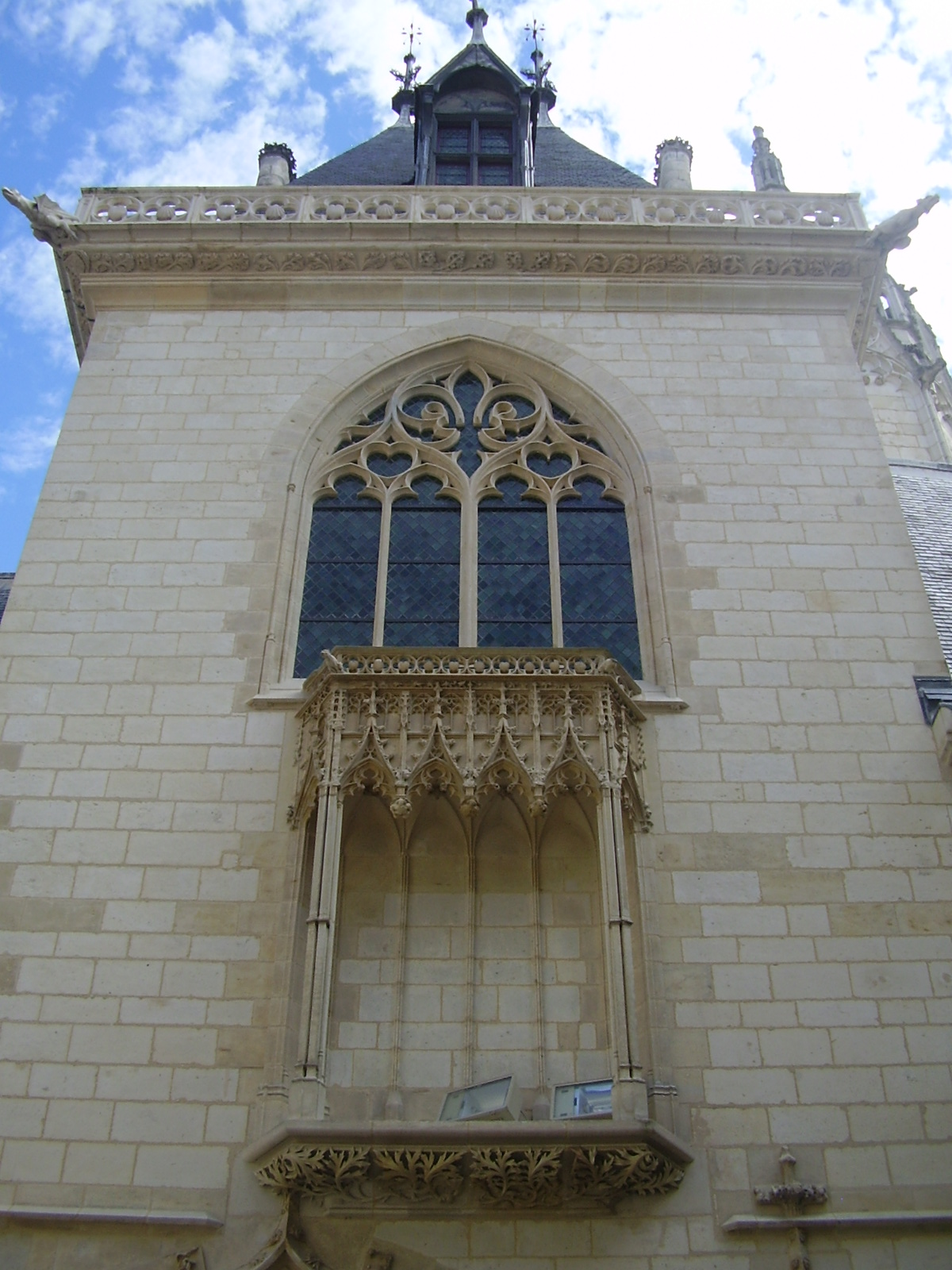
Ventana de la capilla

El palacio comprende espacios privados (cámara de las Galeras, sala del Tesoro) y espacios públicos, entre los que hay piezas con función social (sala de Festines) y piezas de servicio (oficina con pasaplatos, sala de calefacción y cocina, hornos, vestuario), un donjon, tres patios, una capilla, ocho escaleras de caracol sobresalientes de las fachadas, un palomar en el ático y un patio interior encuadrado por tres de sus lados por galerías abiertas con arcadas de arco carpanel.
Los edificios, comprimidos entre una calle cuya alineación no se podía cambiar y la muralla galorromana que Jacques Cœur se vio obligado a mantener, están desplegados en torno a un patio interior. Se levantan, al menos el cuerpo principal, en tres plantas, la primera separada de la planta baja por un cordón saledizo o goterón, la última dispuesta en la cubierta e iluminada por grandes claraboyas. El alzado obedece ya a una cuadrícula regular, basada en un juego marcado de verticales (vanos superpuestos y coronados, en los tramos, por una arcada ricamente ornamentada) y de horizontales.
La fachada frente al oeste, que da a la calle, es de estilo gótico flamígero. Su primera planta termina con una cornisa, formada de coles rizadas, y por una balaustrada, donde reaparece el motivo habitual asociado al nombre de Jacques Cœur, los corazones y las coquilles. Esta fachada exterior comporta una doble puerta central (puerta peatonal estrecha y puerta carretera de dos batientes) perforada bajo un pabellón rectangular y coronada por una estatua ecuestre de Carlos VII, bajo un dosel, martilleado en la Revolución. Esta estatua está flanqueada por dos falsas ventanas que probablemente representan a Jacques Cœur y su esposa, Macée de Léodepart (una hipótesis minoritaria ve a un sirviente y a una sirvienta de Jacques Cœur). La fachada exterior da a una plaza donde se alza la estatua de mármol de Jacques Cœur, encargo del Estado a Auguste Préault y dada a la ciudad de Bourges en 1874 (manifestación de historicismo regional), que el alcalde Eugène Brisson inauguró el 15 de mayo de 1879.
La fachada posterior interna fue construida sobre la muralla galorromana del oppidum de Bourges, de la que incorpora tres torres, con sus cortinas, en más de un centenar de metros.
La capilla se encuentra por encima de la entrada; el tímpano de la ventana de esta capilla está decorado con una gran flor de lis acostada sobre dos corazones, un signo de homenaje al rey.
La galería sur tiene dos chimeneasmonumentales: una, la llamada «Les loisirs de la noblesse» [recreación de la nobleza], a su abrigo dividiada en tres arcadas ciegas y cuyo friso está interrumpido por los pináculos de arcos ojivales fleuronado.Georges Hardy, Alfred Gandilhon (1926). Bourges et les abbayes et châteaux du Berry. Librairie Renouard. p. 61.
La gran sala de aparato, llamada sala de los Festines, tiene una gran chimenea monumental que ocupa toda la superficie de la pared sur, y una tribuna donde se instalaban los músicos que acompañaban los banquetes. La balaustrada de esta tribuna está decorada con emblemas de Jacques Cœur: el corazón, la coquille y su divisa: «dire, faire, taire, de ma joie» [decir, hacer, callar, de mi alegría].
Algunos seguidores del esoterismo han creído ver en Jacques Cœur un iniciado en la alquimia. Su palacio contendría así numerosos símbolos alquímicos, pero estas interpretaciones no son compartidas por los historiadores.

## Galería de imágenes

Heliograbados (Maison d'édition Michel Lévy frères, antes de 1870)
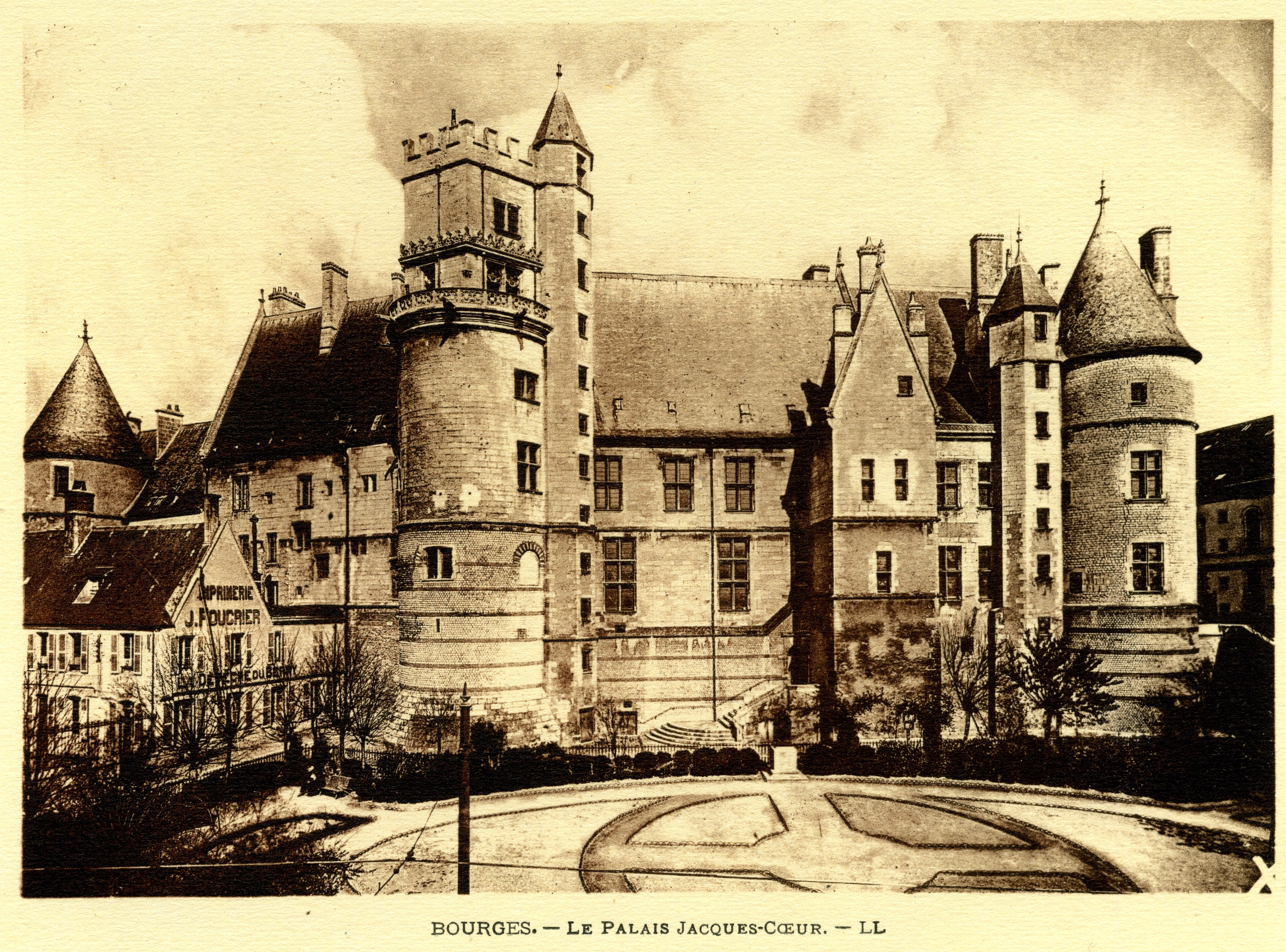
Palacio Jacques-Cœur
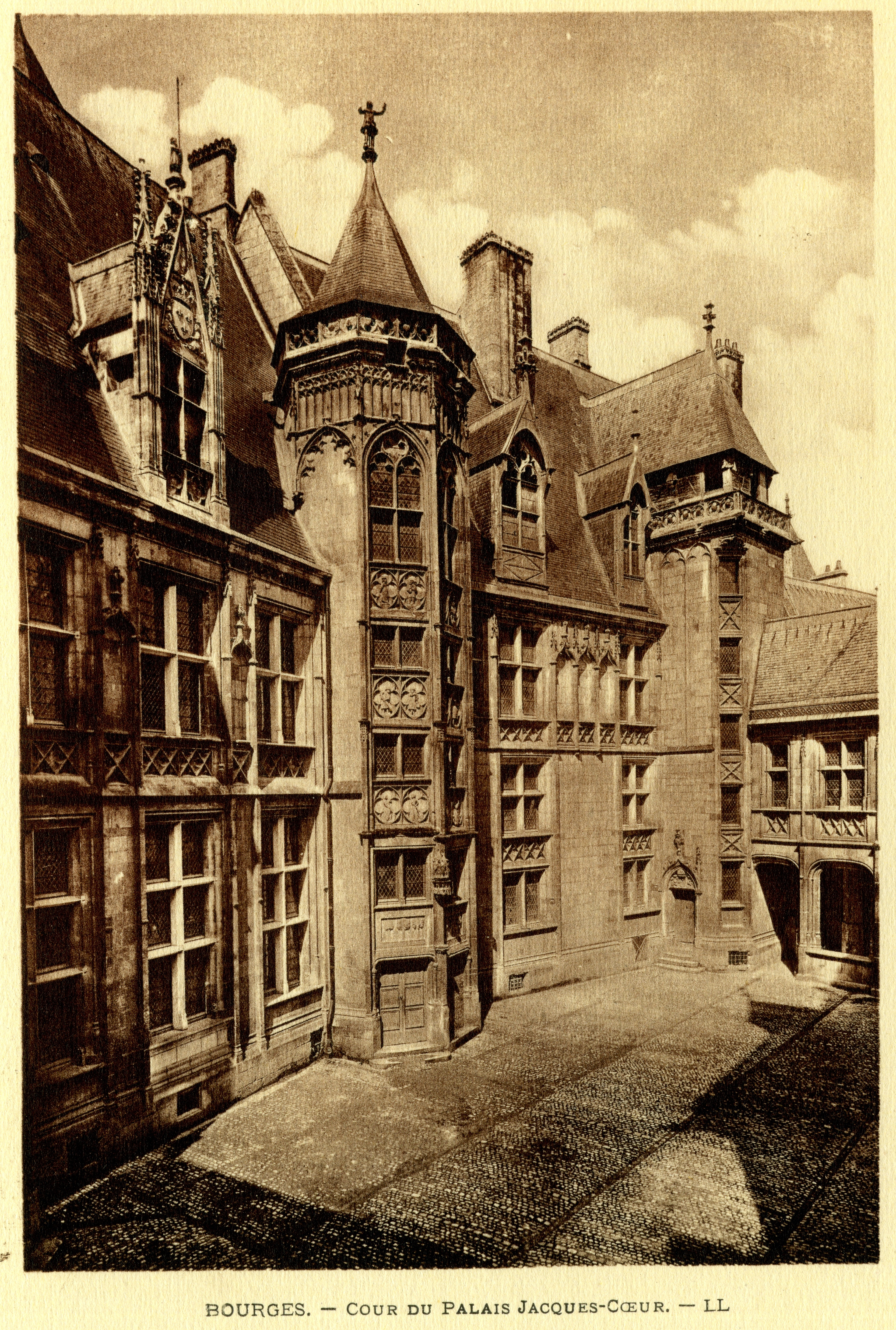
Patio
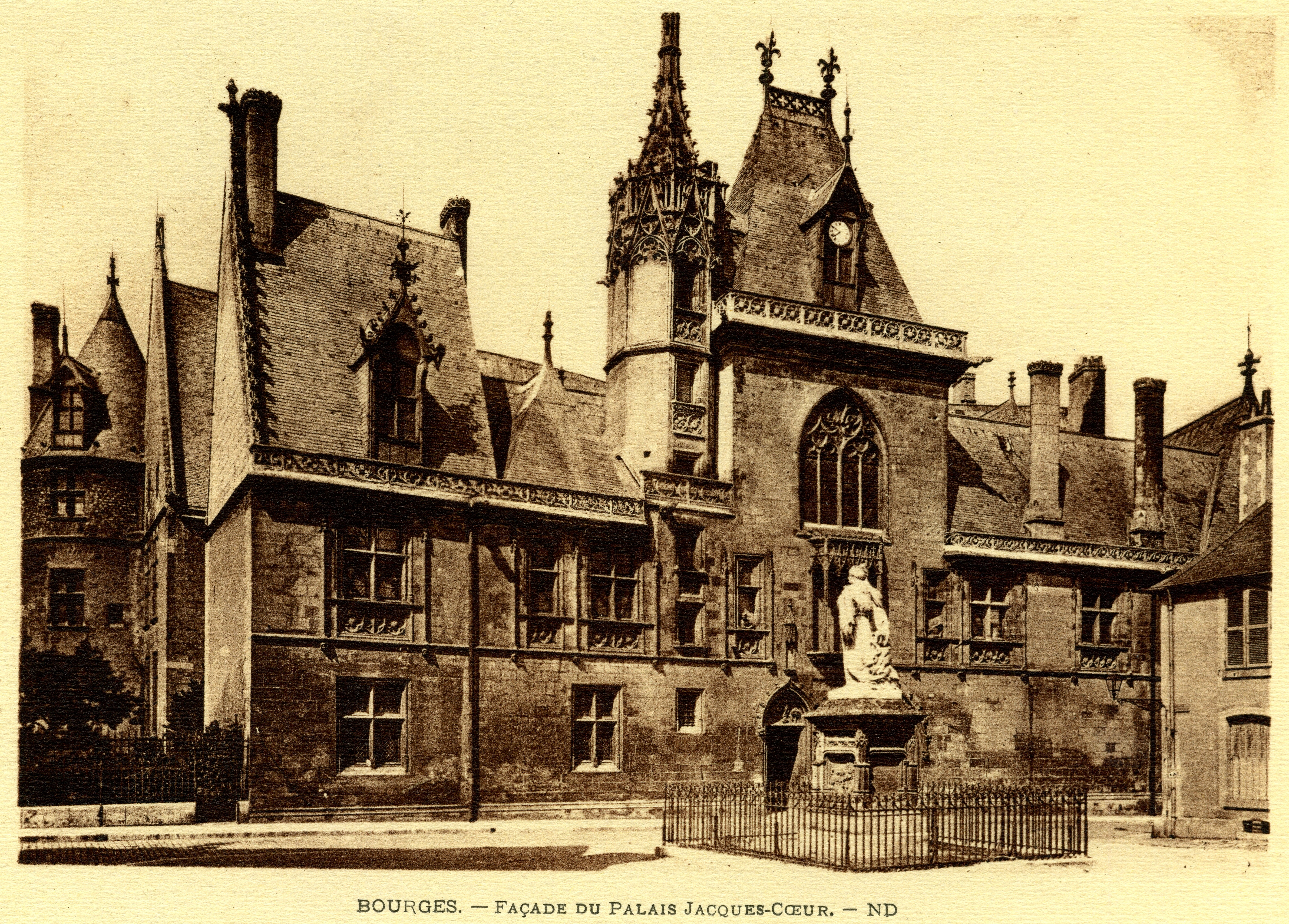
Fachada

Vistas del exterior
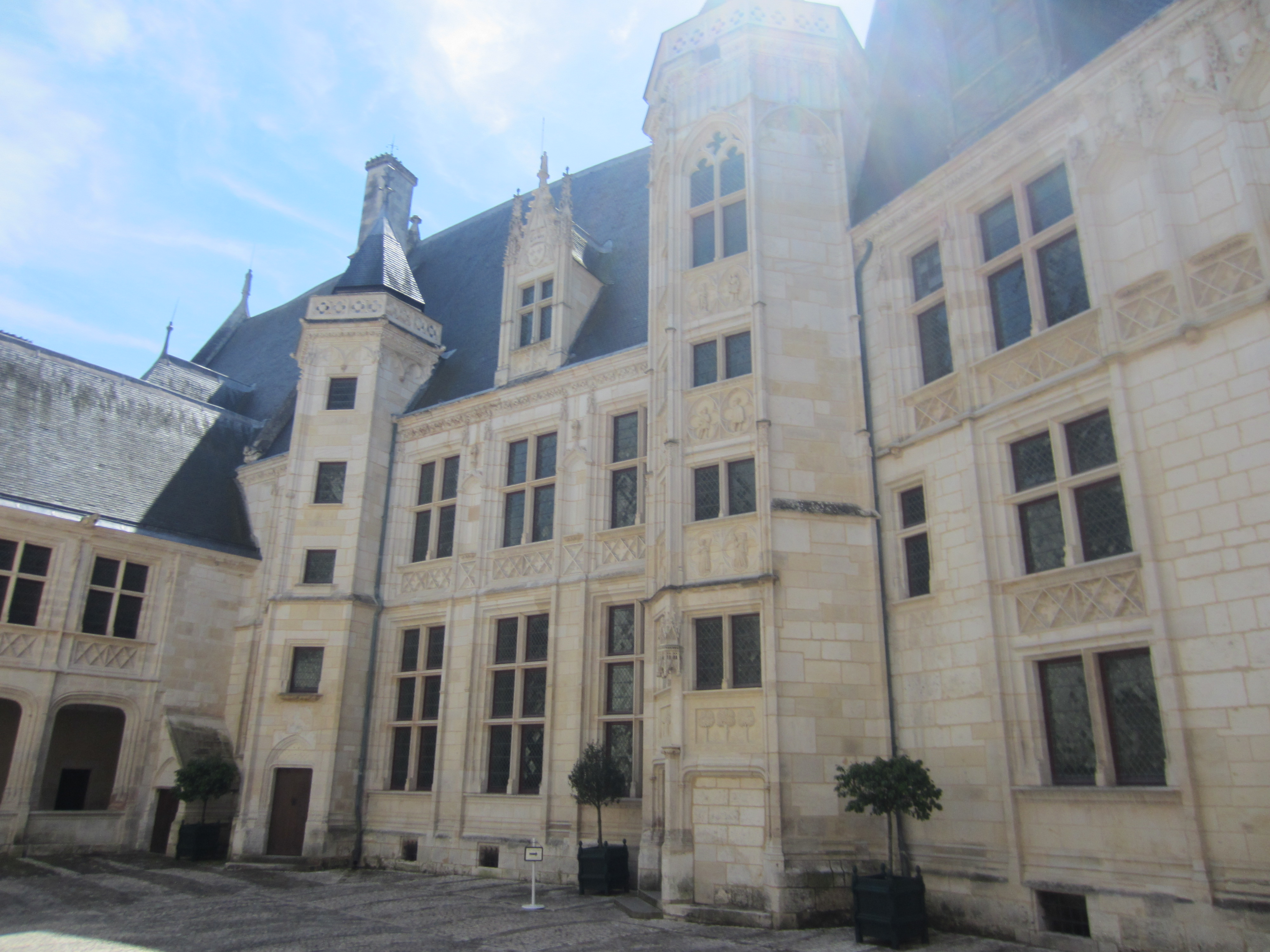
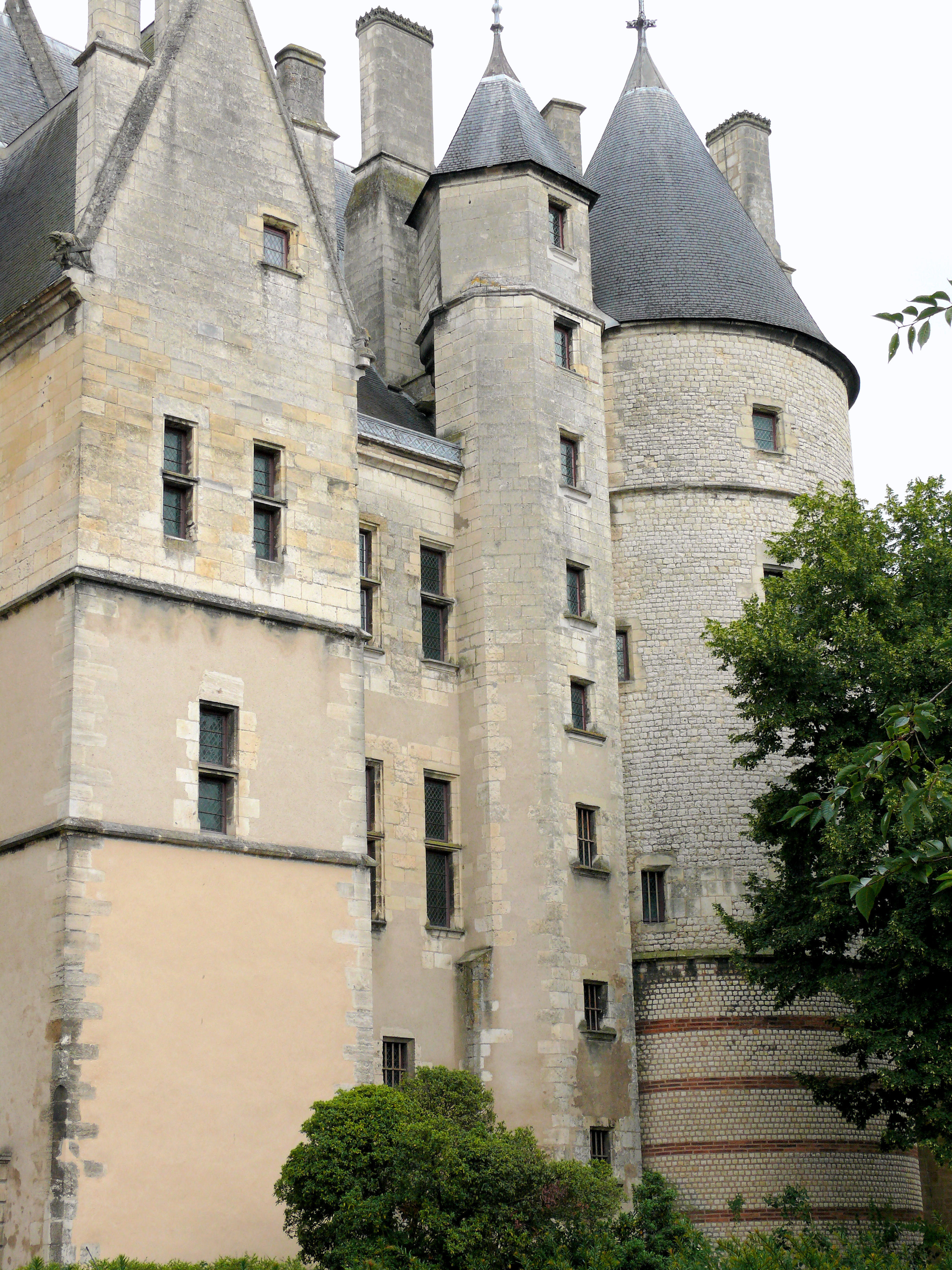
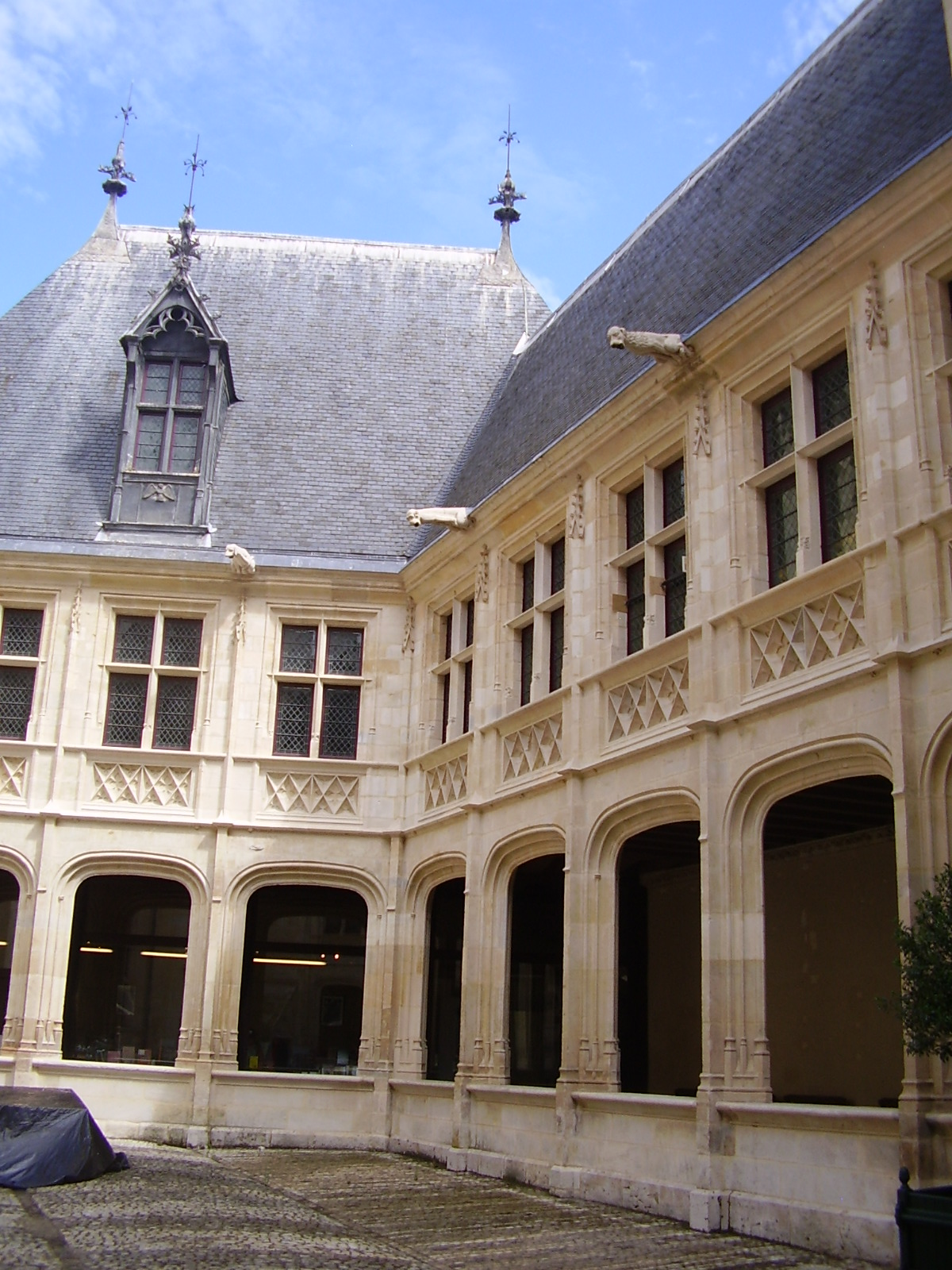
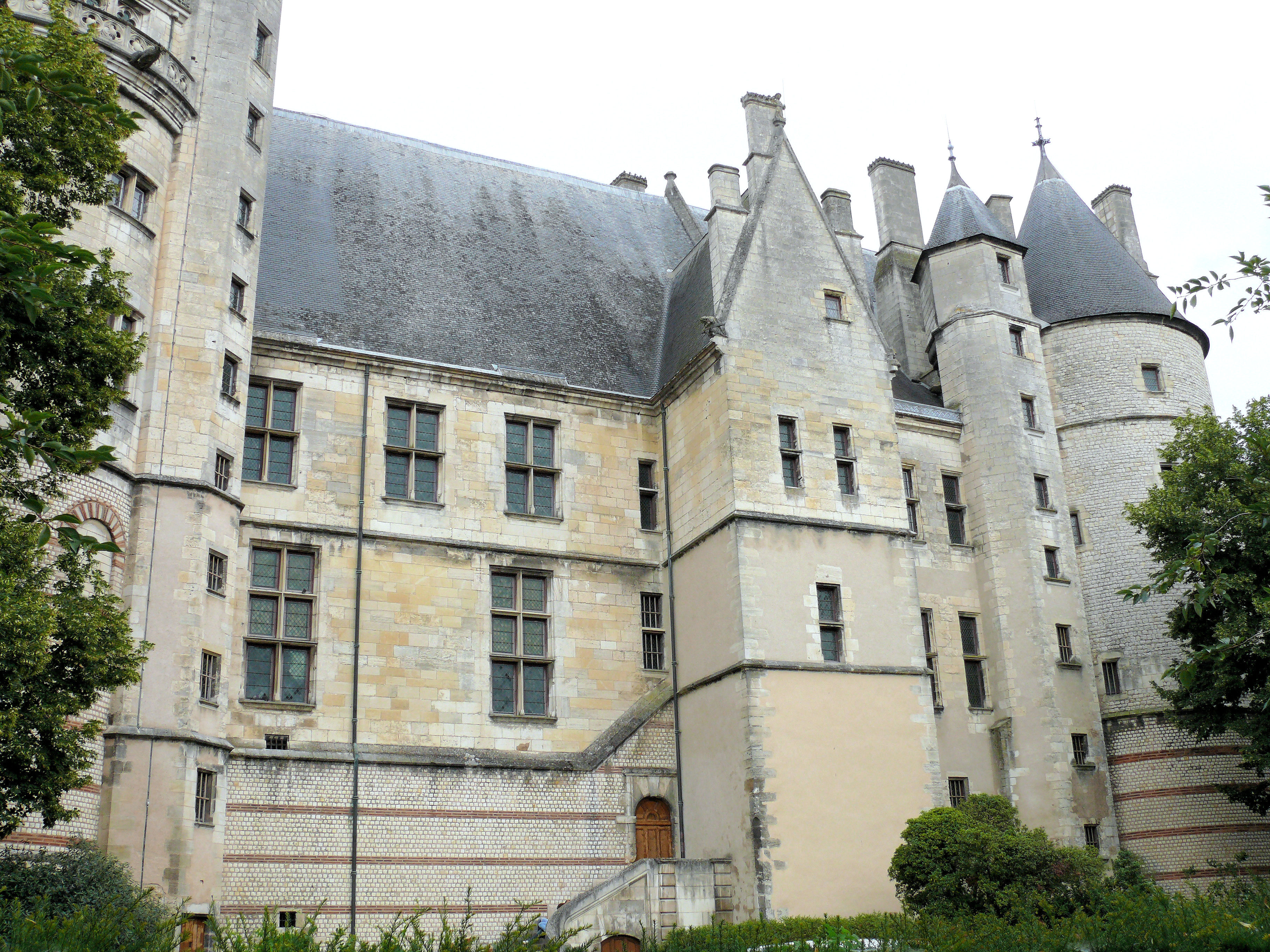
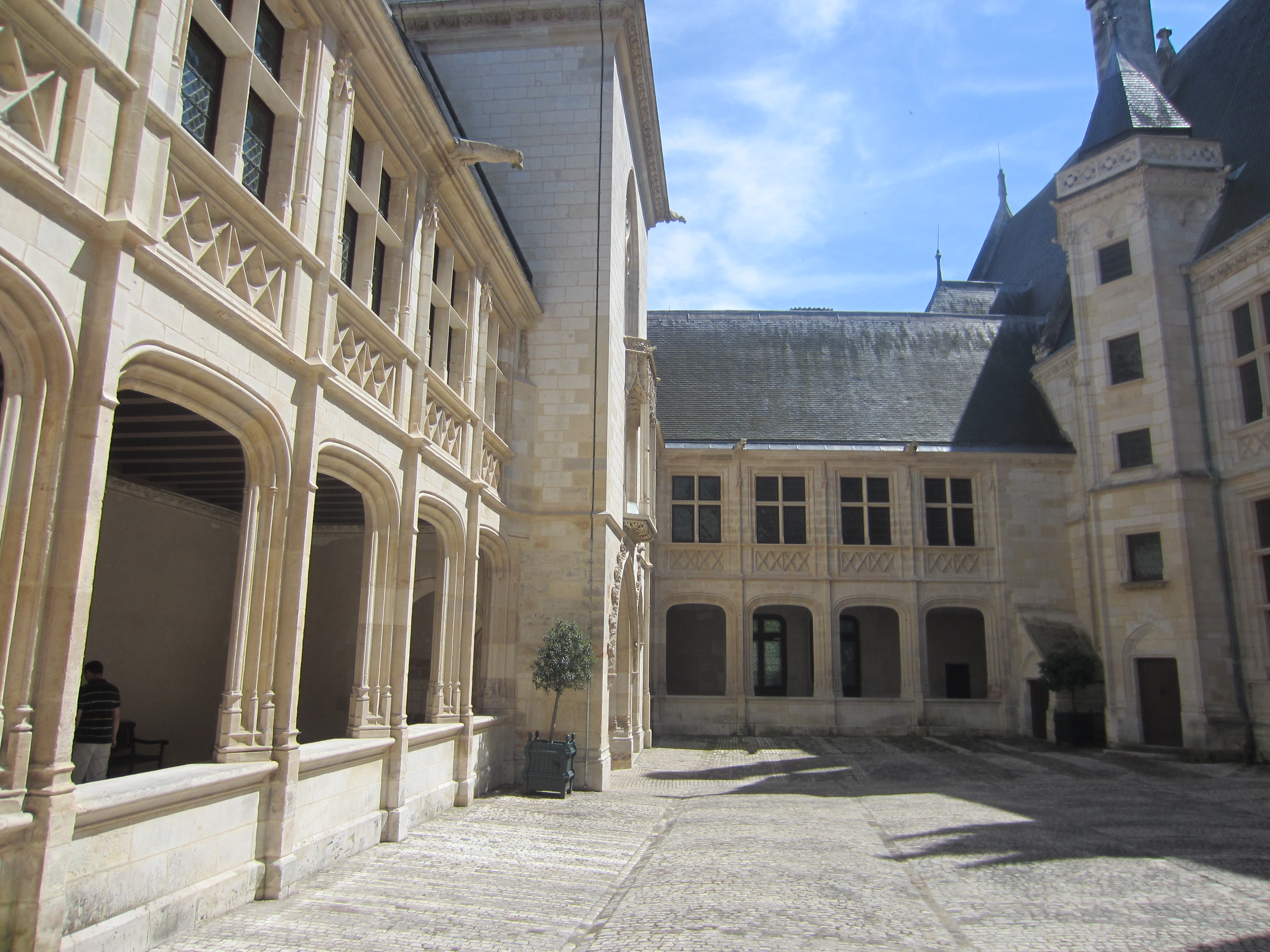
Patio interior

Salas interiores
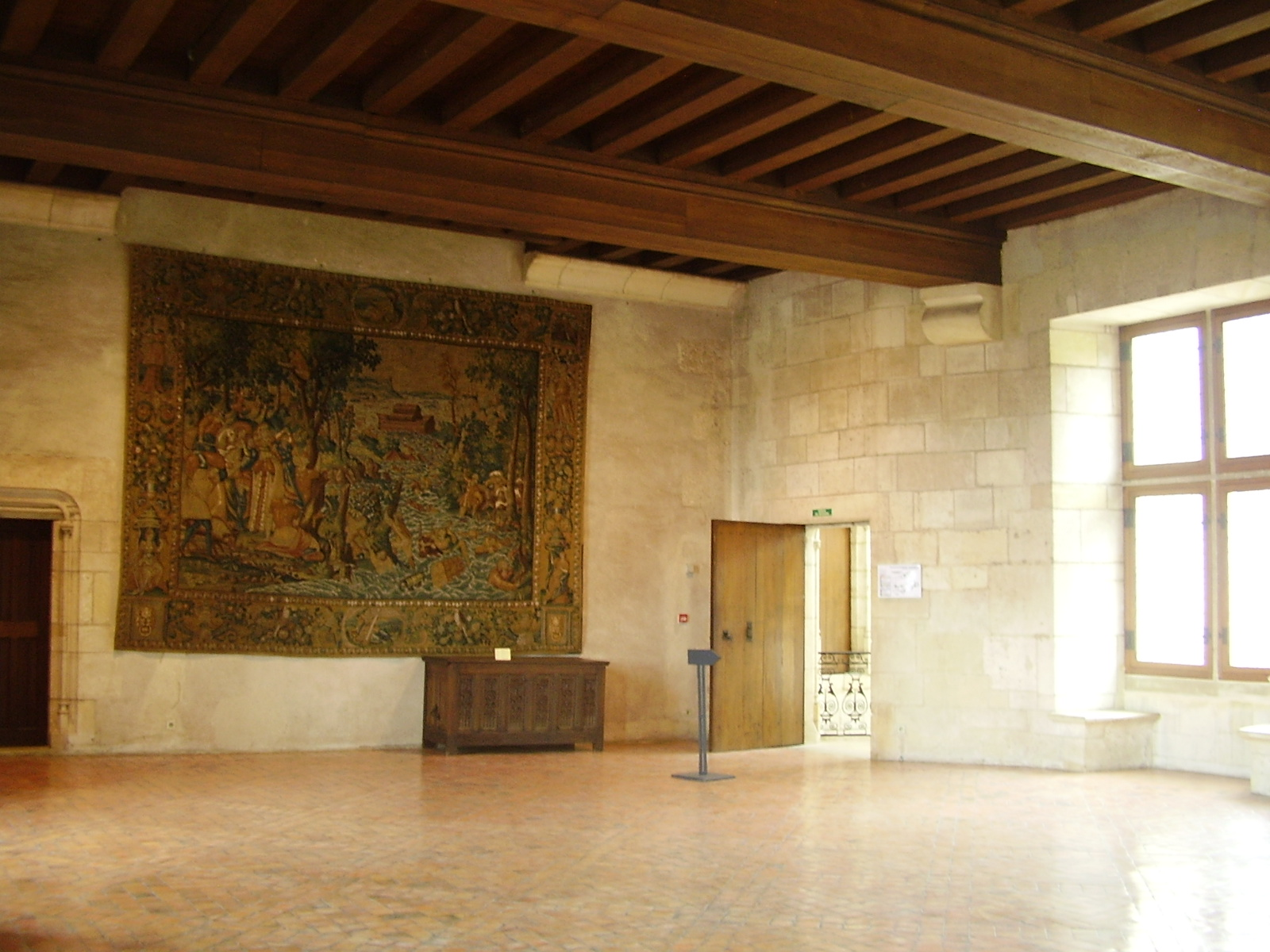
Gran sala del palacio
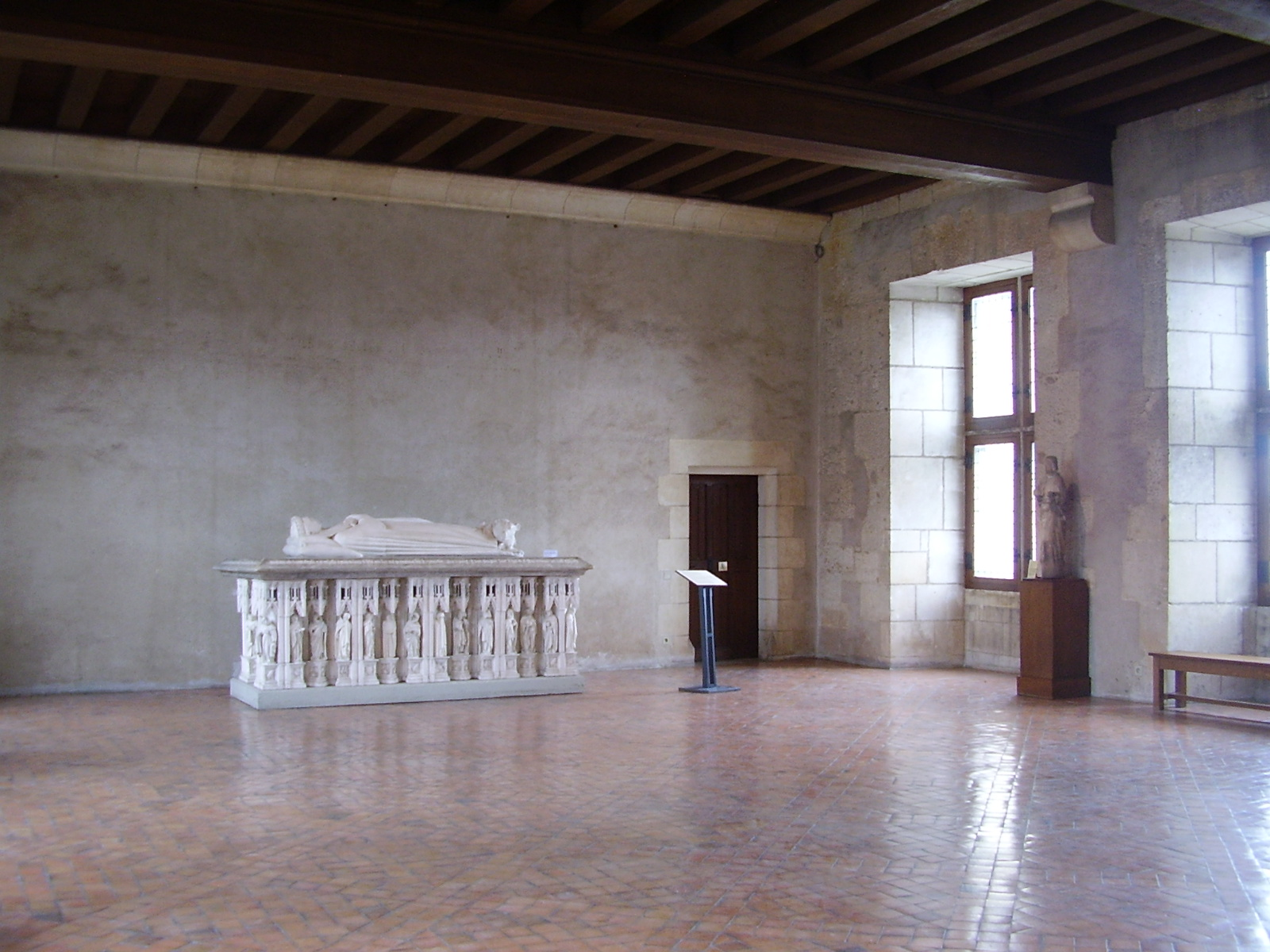
Gran sala, con una copia del yacente del duque de Berry
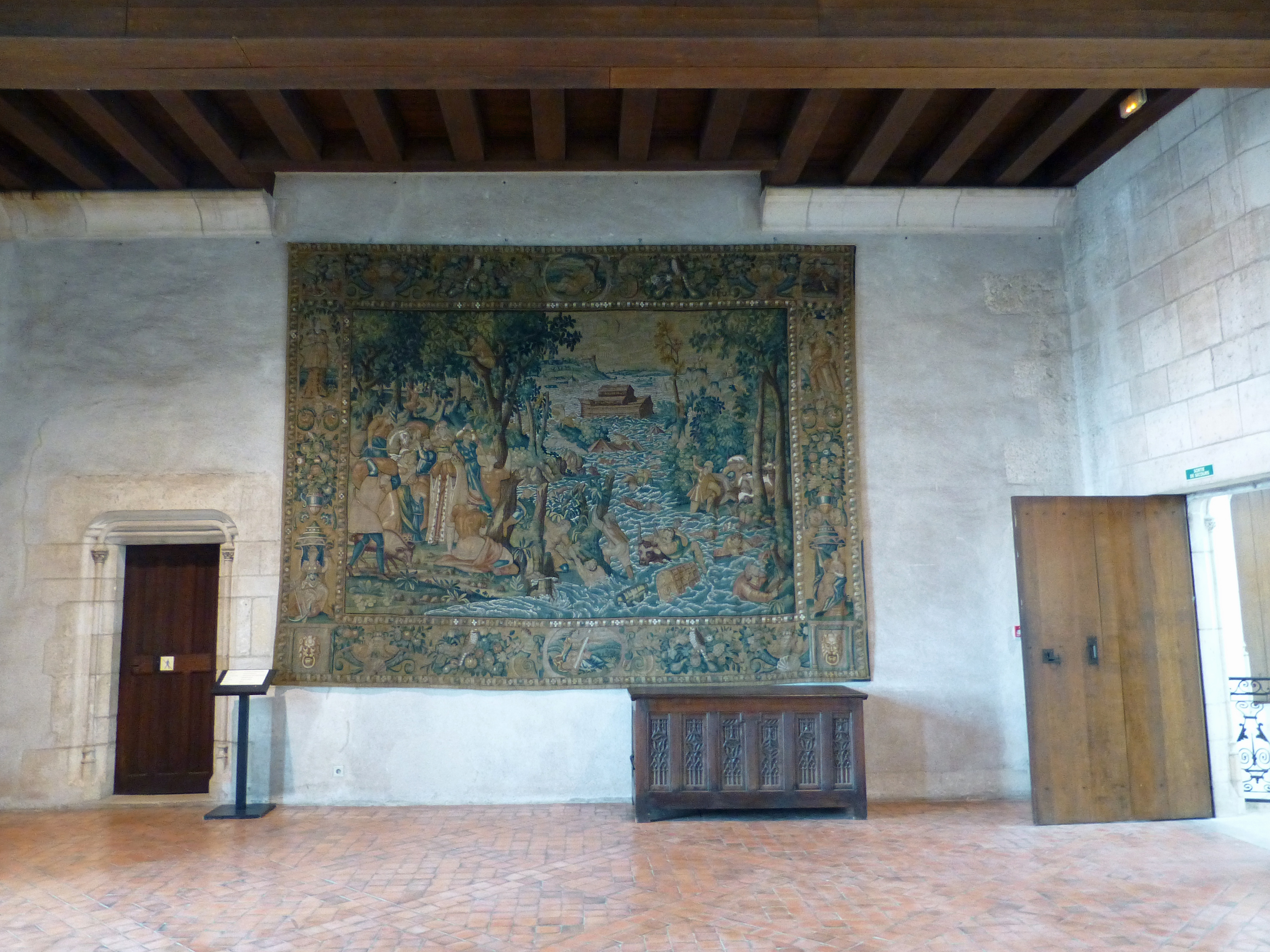
Tapicería flamenca del XVIII representando el diluvio y el arca de Noé
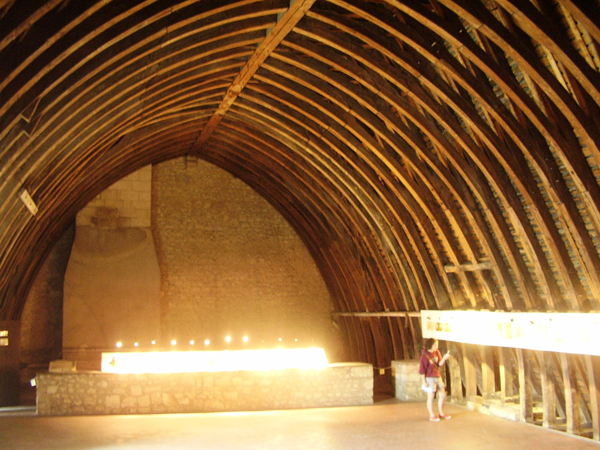
Carpinterias y graneros del palacio

Detalles Interiores
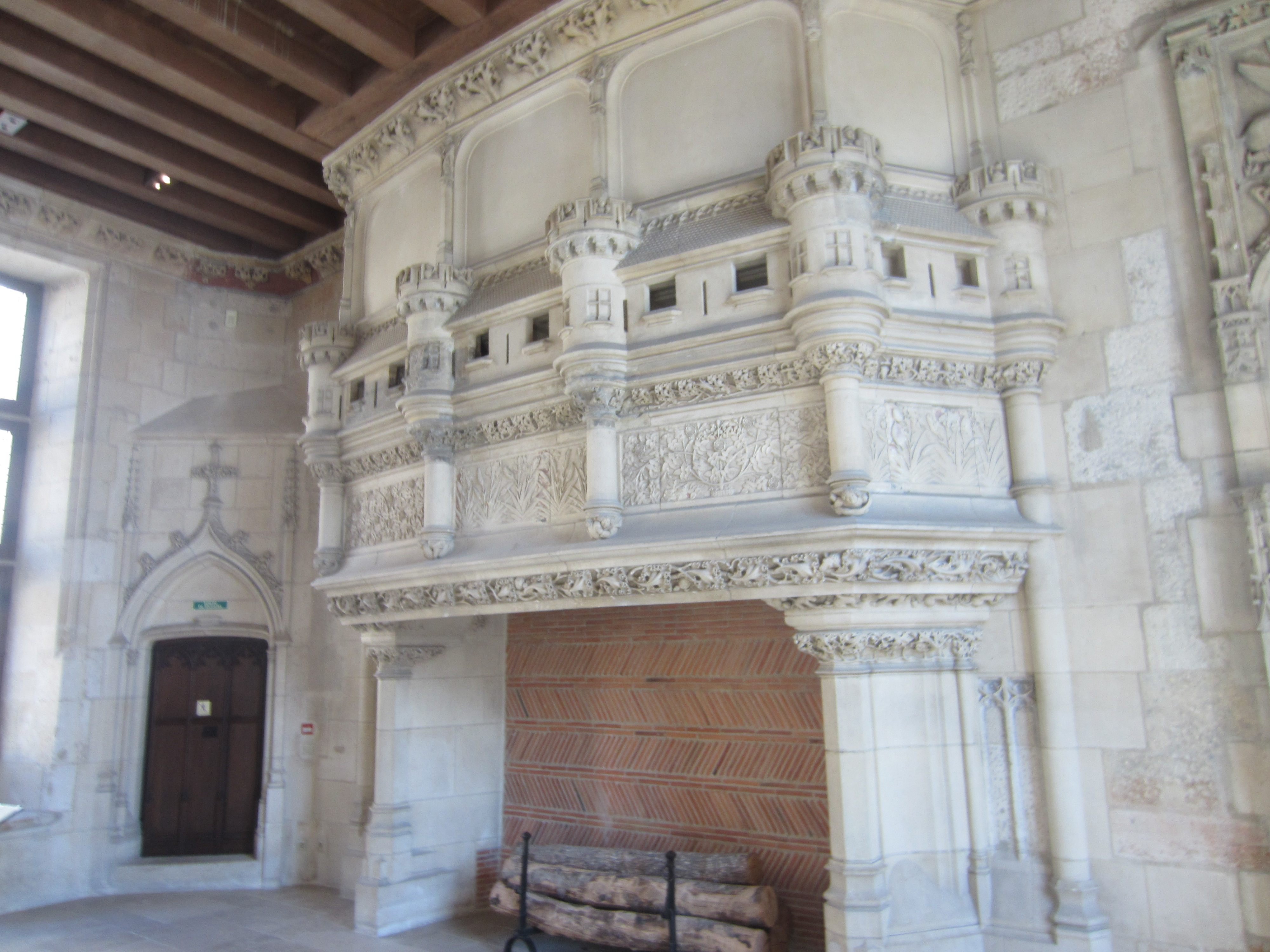
Chimenea monumentla de la gran sal
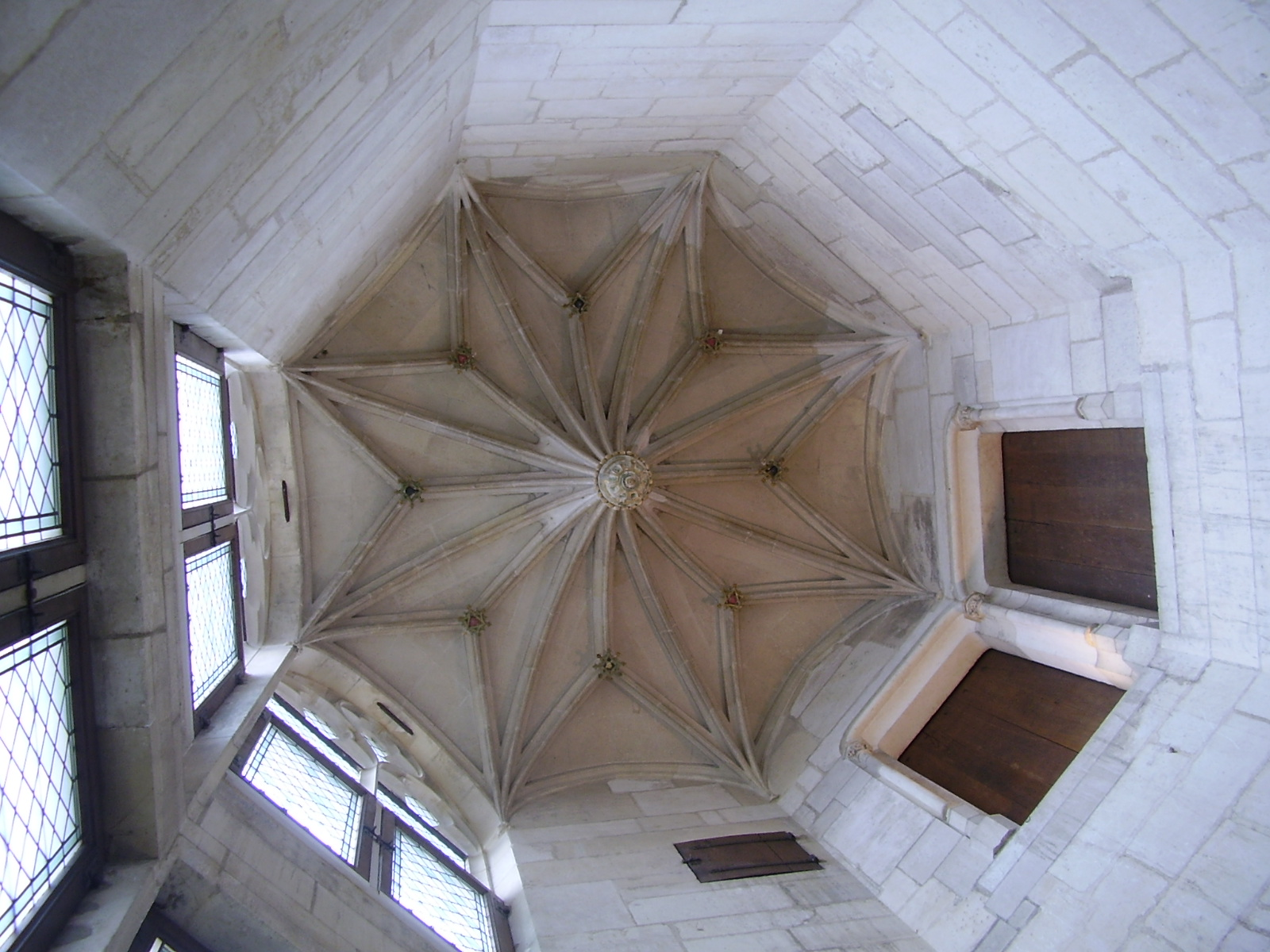
Bóveda de gótica de le escalera
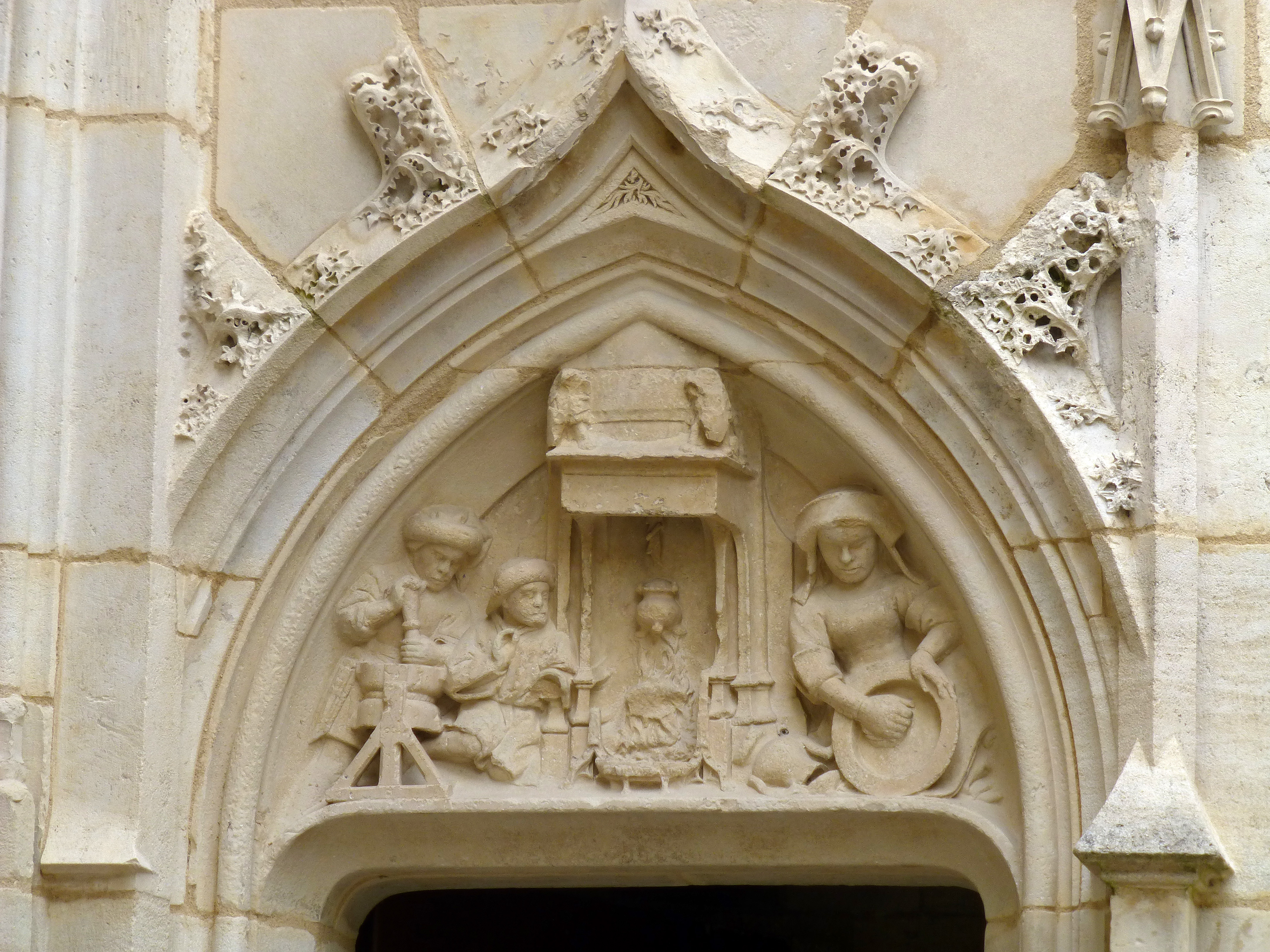
Escena de cocina[20] en el frontón de la puerta que da a las cocinas
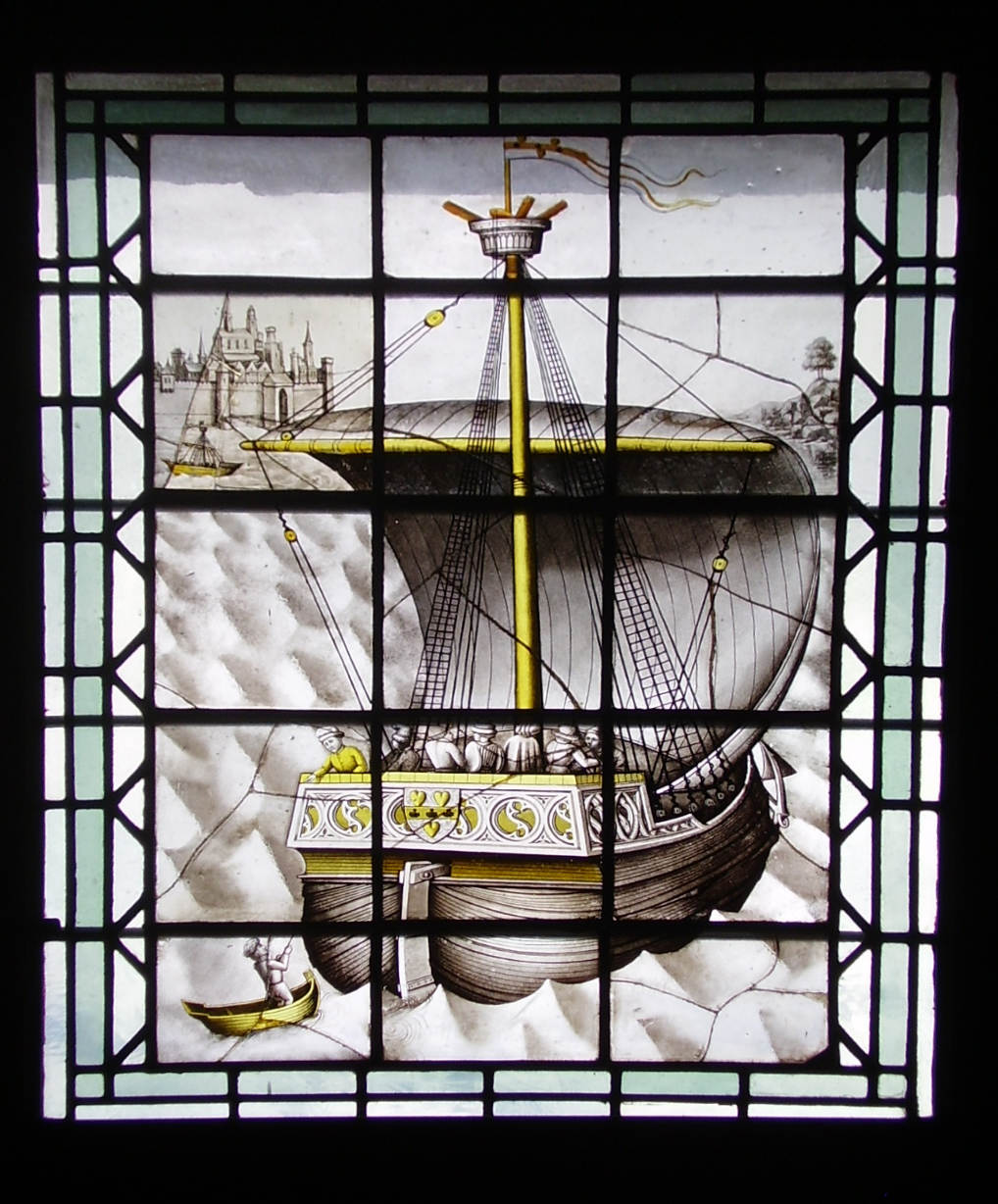
Vitral de época en la «Chambre des Galées»
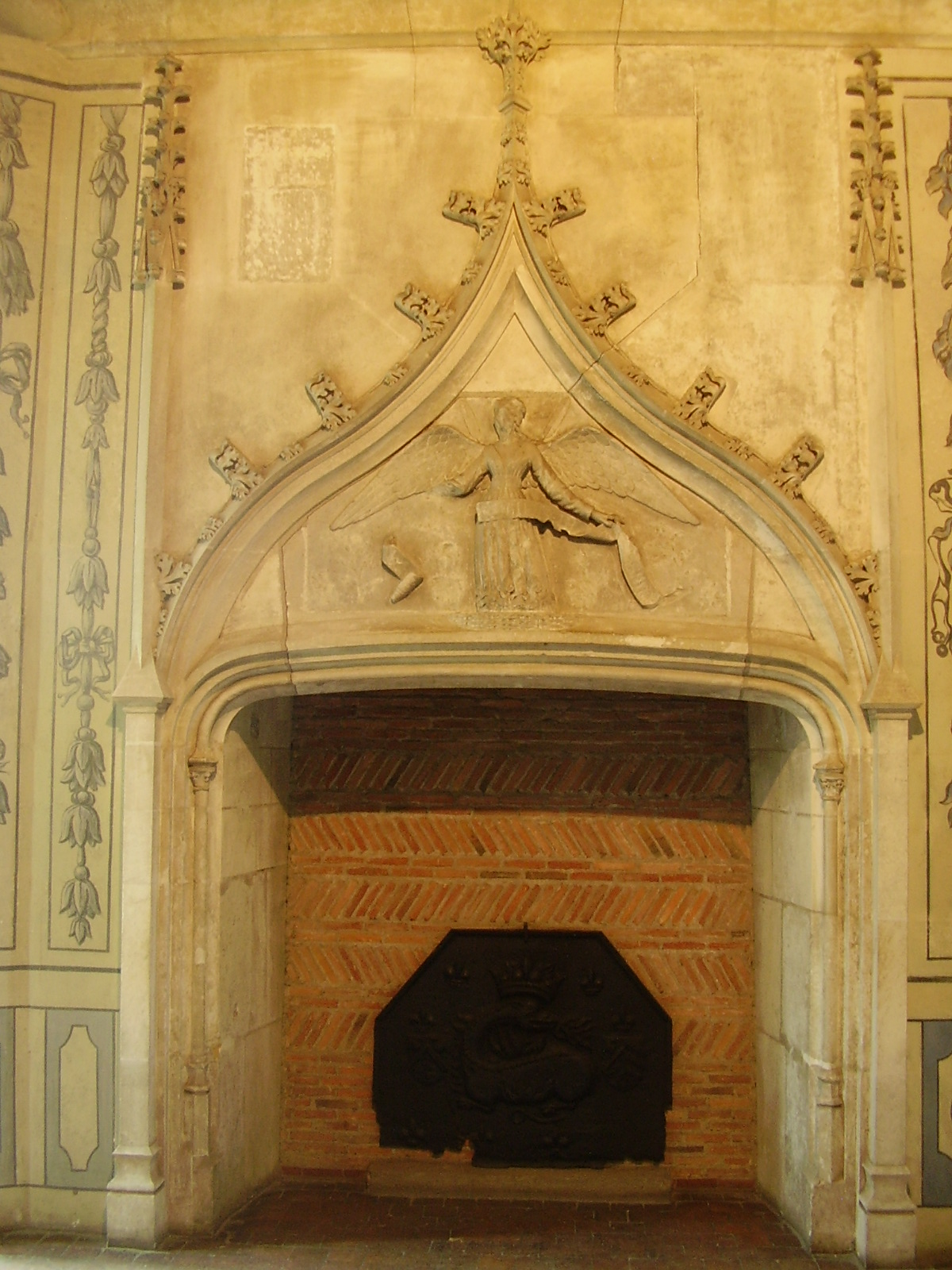
Chimenea de la cámara del consejo

## El palacio Jacques-Cœur en la literatura
Quería profundamente este edificio. [...] Su división entre dos mundos, de un lado el antiguo, que es evidente para una casa señorial, del otro un aire de Italia y ya de refinamientos orientales. En todas partes, recuerdos de mis viajes, estas palmeras talladas en la puerta, las naves dibujadas en las vidrieras y las figuras de piedra de mi administrador y nuestros servidores más antiguos que me atienden, apoyados en la ventana ...
J'aimais profondément cet édifice. [...] Sa division entre deux mondes, d'un côté l'ancien, qui l'apparent à une demeure seigneuriale, de l'autre un air d'Italie et déjà des raffinements orientaux. Partout, des souvenirs de mes voyages, ces palmiers sculptés sur la porte, les naves dessinés sur les vitraux et ces figures en pierre de mon régisseur et notre plus ancienne servantes qui m'attendent, penchés à la fenêtre...
Le Grand Cœur (2014), Jean-Christophe Rufin.